# العودة (مسلسل أمريكي)
العودة (بالإنجليزية: The Comeback) مسلسل كوميديا - دراما أمريكي. من إعداد ليزا كودرو ومايكل باتريك كينغ وبطولة ليزا كودرو، عرض على قناة «HBO» في 9 نوفمبر، 2014.

## الممثلين والشخصيات

### شخصيات رئيسية
- ليزا كودرو بدور فاليري تشيريش
- داميان يونغ بدور مارك بيرمان
- روبرت مايكل موريس بدور ميكي دين
- لورا سيلفرمان بدور جين بينسون
- مالين أكرمان بدور جوانا ميلكين
- لانس باربر بدور باولي جي.
- روبرت باغنيل بدور توم بيترمان

## الحلقات

### نظرة عامة
| المموسم | المموسم | الحلقات | تاريخ البث الأصلي | تاريخ البث الأصلي |
| المموسم | المموسم | الحلقات | أول عرض           | آخر عرض           |
| ------- | ------- | ------- | ----------------- | ----------------- |
|         | 1       | 13      | 5 يونيو 2005      | 4 سبتمبر 2005     |
|         | 2       | 8       | 9 نوفمبر 2014     | 28 ديسمبر 2014    |

## وصلات خارجية
- العودة على موقع IMDb (الإنجليزية)
- العودة على موقع ميتاكريتيك (الإنجليزية)
- العودة على موقع روتن توميتوز (الإنجليزية)
- العودة على موقع كينوبويسك (الروسية)
- العودة على موقع ألو سيني (الفرنسية)
- العودة على موقع قاعدة بيانات الفيلم (الإنجليزية)